# Grubišno Polje
Grubišno Polje est une ville et une municipalité située en Slavonie, dans le comitat de Bjelovar-Bilogora, en Croatie. Au recensement de 2001, la municipalité comptait 7 523 habitants, dont 62,37 % de Croates, 18,02 % de Tchèques et 11,59 % de Serbes ; la ville seule comptait 3 171 habitants.

## Localités
La municipalité de Grubišno Polje compte 24 localités :
| - Dapčevaćki Brđani - Dijakovac - Donja Rašenica - Gornja Rašenica - Grbavac - Grubišno Polje - Ivanovo Selo - Lončarica - Mala Barna - Mala Dapčevica - Mala Jasenovača - Mala Peratovica | - Mali Zdenci - Munije - Orlovac Zdenački - Poljani - Rastovac - Treglava - Turčević Polje - Velika Barna - Velika Dapčevica - Velika Jasenovača - Velika Peratovica - Veliki Zdenci |

## Monuments et visites touristiques

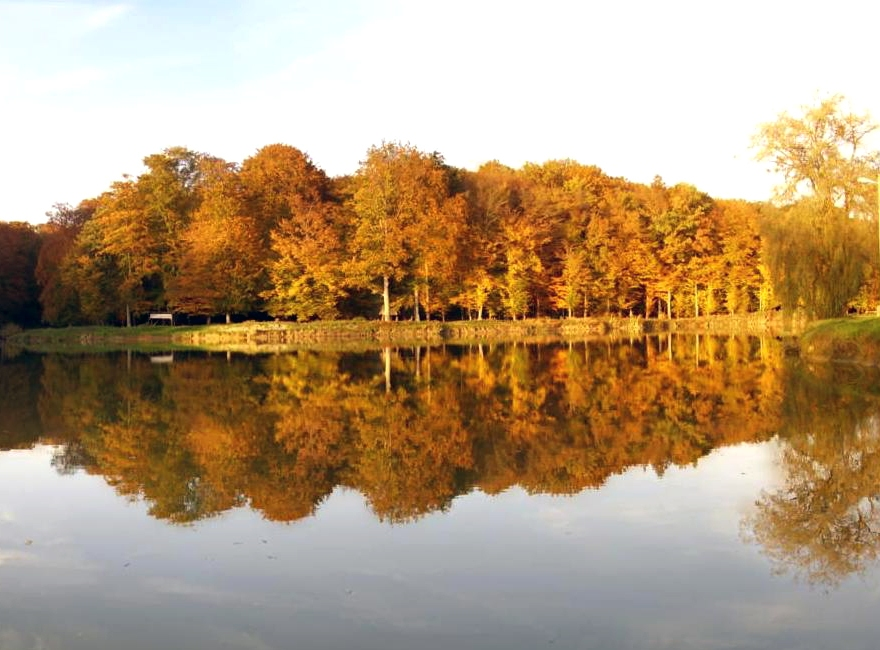
Étang "Bara".

Étang "Bara" — une station balnéaire populaire de Grubišno-Polyes, créé dans un pays réglementés marais entouré par la forêt (à la campagne un paysage typique Grubišno-Polysh).